# Grouse Lodge
Grouse Lodge – studio nagraniowe w Hrabstwie Westmeath, w Irlandii. Zostało zaprojektowane przez Andy'ego Munro. Posiada dwa pomieszczenia nagraniowe.

## Artyści
W studio zostały nagrane płyty takich wykonawców jak: Snow Patrol (Eyes Open i A Hundred Million Suns), Editors (An End Has a Start), Bloc Party (A Weekend in the City), Muse (Absolution). R.E.M. użyło studia do nagrania ich 14 albumu.

## Nagrody
- Irish National Enterprise Awards 2003 – zwycięzca
- World Young Business Achievers Award 2004 – zwycięzca